# سفر أفرام

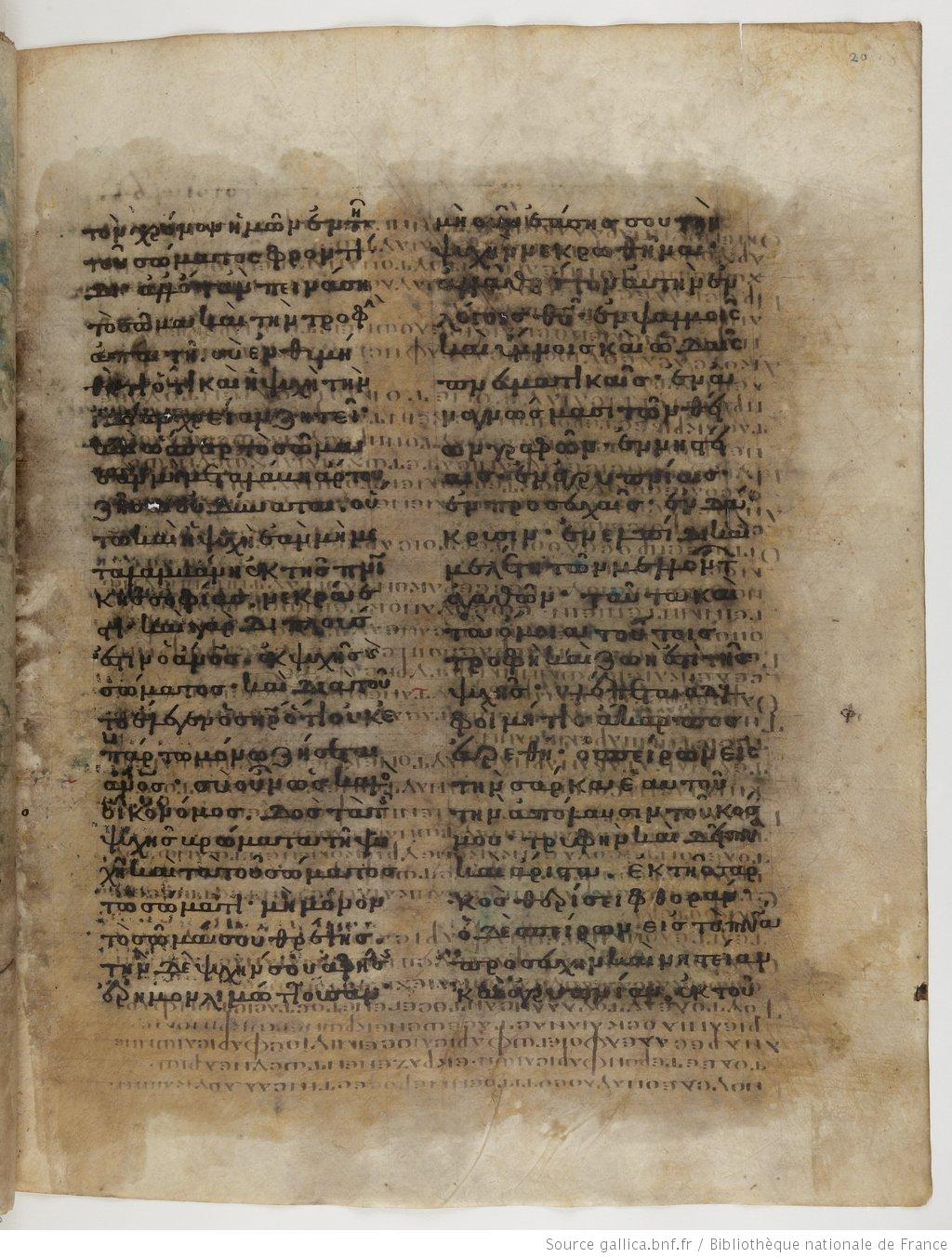

سفر أفرام نسخة من الإنجيل مكتوبة على رق ممسوح عليه بعض أعمال أفرام السرياني مكتوب فوقها في القرن الثاني عشر وتوجد أجزاء منه في مكتبة فرنسا الوطنية في باريس.